# جورج هايك
جورج هايك (بالألمانية: Georg Heike)‏ هو لغوي وأستاذ جامعي ألماني، ولد في 21 يوليو 1933 في وودج في بولندا.